# William Makepeace Thackeray
William Makepeace Thackeray (tékəri), angleški pisatelj, * 18. julij 1811, Kalkuta, † 24. december 1863, London.

## Življenjepis
Thackeray se je v Kalkuti rodil v družini angleškega kolonialnega uradnika. Šolal se je v Cambridgeu, bil najprej pravnik, nato karikaturist in novinar. Po prvih večjih uspehih se je posvetil samo književnosti. Umrl je v Londonu.

## Literarno delo
Thackerayevo pripovedno delo obsega poleg parodij, humorističnih skic in esejev, od katerih je najpomembnejše delo Knjiga snobov /The Book of Snobs/
(1846–1847), predvsem romane, od katerih je najpomembnejši Semenj ničevosti /Vanity Fair (1847–1848). V Sejmu ničevosti, obsežni podobi angleškega plemiškega in meščanskega življenja v času Napoleona, je v nasprotju z Dickensovimi socialno sentimentalnimi romani ustvaril primer objektivnega realizma, ki opisuje razmere, nravi in značaje z zadržano ironijo, prav tako tudi v zgodovinskem romanu iz 18. stol Henry Esmond slika realistično podobo nravi tega obdobja. Pisal je tudi literarne kritike.
Najpomembnejša dela
- Zgodba o Pendennisu /The History of Pendennis/ (1848–1850)
- Življenjska zgodba Henryja Esmonda  /The History of Henry Esmond/ (1862, prevod v slovenščino 1952)
- Newcombovi /The Newcomes (1853–1855)
- Roža in prstan /The Rose And The Ring (1855)
- Virginijci /The Virginians/ (1857–1859)